# California (album)
Pour les articles homonymes, voir California.
Albums de Mr. Bungle
Disco Volante
(1995) The Raging Wrath of the Easter Bunny Demo
(2020)
California est le troisième album du groupe américain Mr. Bungle, sorti en 1999. Cet album fut le dernier avant la séparation du groupe l'année suivante, qui se reformera ensuite dix-neuf ans plus tard.
Il est généralement considéré comme leur album le plus accessible. En effet, bien que les mélanges atypiques de genres et les assemblages farfelus caractéristiques du groupe soient encore présents, il se distingue des précédents par une production particulièrement soignée et une plus grande sobriété, s'éloignant des clichés du rock pour se rapprocher de sonorités plus proches du jazz, de la world music ou de l'easy listening, non sans une certaine dose de malice toutefois. L'album se distingue en particulier par une instrumentation plus riche et la présence de plusieurs ballades.
Peu après la sortie de l'album, le groupe se sépare en raison de l'existence de fortes tensions entre ses différents membres, qui participeront ou fonderont de leur côté nombre d'autres projets musicaux.

## Titres
1. Sweet Charity (Patton) - 5:05
2. None of Them Knew They Were Robots (paroles: Spruance; musique: Patton/Spruance/Heifetz) - 6:03
3. Retrovertigo (Dunn) - 4:59
4. The Air-Conditioned Nightmare (paroles: Patton; musique: Patton/McKinnon) - 3:55
5. Ars Moriendi (Patton) - 4:10
6. Pink Cigarette (paroles: Patton; musique: Patton/Spruance) - 4:55
7. Golem II: The Bionic Vapour Boy (Spruance) - 3:34
8. The Holy Filament (Dunn) - 4:04
9. Vanity Fair (paroles: Patton; musique: Patton/Dunn) - 2:58
10. Goodbye Sober Day (paroles: Patton; musique: Patton/McKinnon) - 4:29

## Composition du groupe
- Mike Patton - artwork, chant, clavier
- Trevor Dunn - artwork, basse
- Danny Heifetz - batterie
- Bär McKinnon - saxophone, clavier
- Trey Spruance - guitare

## Invités
- Bill Banovetz - cor anglais
- Sam Bass - violoncelle
- Ben Barnes - violon, viole
- Henri Ducharme - accordéon
- Timb Harris - trompette
- Marika Hughes - violoncelle
- Eyvind Kang - violon, viole
- Carla Kihlstedt - Violon, viole
- Michael Peloquin - harmonica
- David Phillips - pedal steel
- Larry Ragent - cor d'harmonie
- Jay Stebley - cymbalum
- Aaron Seeman - piano sur la piste 6
- William Winant - timbales, maillet, tam tam, grosse caisse